# ته این هو
ته این هو (کره‌ای: 태인호؛ زادهٔ پارک سانگ یون در ۲ مه ۱۹۸۰) بازیگر اهل کره جنوبی است. او در مجموعه‌های تلویزیونی همچون میسنگ: زندگی ناتمام (۲۰۱۴) و نسل خورشید (۲۰۱۶) ایفای نقش کرده‌است.